# 利尼奥沃 (伏尔加格勒州)
利尼奥沃（羅馬化：Linyovo），旧称胡森巴赫（Гуссенбах），是俄罗斯伏尔加格勒州的市级镇，属日尔诺夫斯克区，在区行政中心日尔诺夫斯克南方、州府伏尔加格勒北方。
该地2021年人口有5,333人；2010年人口6,037人；2002年人口6,697人。